# Resolutie 504 Veiligheidsraad Verenigde Naties
Resolutie 504 van de Veiligheidsraad van de Verenigde Naties werd bij wijze van consensus aangenomen op 30 april 1982. Met deze resolutie besloot men dat er een fonds moest worden opgezet om de vredesmacht die de Organisatie van Afrikaanse Eenheid (OAE) naar Tsjaad wilde sturen, te financieren.

## Achtergrond
In 1979 brak in Tsjaad een burgeroorlog uit tussen de verschillende rebellengroeperingen in het land. Ondertussen was het land ook nog in oorlog met buurland Libië over de Aouzoustrook.
Toen de Libiërs zich eind 1981 terugtrokken, was de weg vrijgemaakt voor een vredesmacht van de Organisatie van Afrikaanse Eenheid. Die bestond uit 3300 Nigeriaanse, Senegalese en Zaïrese troepen met Franse logistieke ondersteuning. Het mandaat hield onder meer toezicht op het overeengekomen staakt-het-vuren, de demilitarisatie van Ndjamena en omgeving en de opbouw van het Tsjadische leger in.
De operatie kampte van in het begin met grote logistieke en financiële problemen en was in feite vleugellam, terwijl van een staakt-het-vuren geen sprake was. Daarom vroeg de OAE de VN-Veiligheidsraad om geld, materieel en technische bijstand. Die kon echter lang niet zover gaan voor een missie van een andere organisatie, en hield het bij een vrijwillig fonds.
Intussen rukten de troepen van Hissène Habré verder op richting hoofdstad en grepen de macht. De OAE probeerde nog een staakt-het-vuren op te leggen, maar besloot haar vredesmacht tegen 30 juni 1982 terug te trekken, ondanks Habré's verzoek om deze te behouden.

## Inhoud
De Veiligheidsraad had brieven ontvangen van president Arap Mai van Kenia, dat op dat moment voorzitter van de Organisatie van Afrikaanse Eenheid was, en president Goukouni Weddeye van Tsjaad. Men nam ook akte van de beslissing van de OAE om een vredesmacht naar Tsjaad te sturen.
Secretaris-generaal Javier Pérez de Cuéllar werd gevraagd een fonds op te zetten en te beheren voor landen die bereid waren om die vredesmacht financieel te steunen.
Lijst ·  500 ·  501 ·  502 ·  503 ·  504 ·  505 ·  506 ·  507 ·  508 ·  509 ·  510 ·  511 ·  512 ·  513 ·  514 ·  515 ·  516 ·  517 ·  518 ·  519 ·  520 ·  521 ·  522 ·  523 ·  524 ·  525 ·  526 ·  527 ·  528